# Alfarim
Alfarim é uma aldeia da freguesia do Castelo, concelho de Sesimbra, distrito de Setúbal.
A aldeia tem uma área de 2,1 Km2, tem 762 habitantes e possui 404 habitações.
Situada próxima à Lagoa de Albufeira e à famosa Praia do Meco.
Tem como base de actividade a agricultura, embora nos anos mais recentes tenha desenvolvido o turismo, tanto a nível hoteleiro como gastronómico, devido precisamente à proximidade das praias, e da igreja de Nossa Senhora do Cabo Espichel. É também muito conhecida pela doçaria regional que aqui é produzida tais como as Broas de Alfarim, o Pão de Alfarim e as Fogaças, por exemplo.
Alfarim é conhecida por celebrar o Dia da Nossa Senhora da Conceição no dia 26 de Dezembro.
É também nesta semana que existe anualmente uma festa no centro de Alfarim com músicas populares que chama a atenção a todas as localidades do Concelho de Sesimbra e onde todos são bem-vindos.